# 論山市
論山市（ノンサンし）は、大韓民国忠清南道の都市。忠清南道南部に位置し、市内を湖南線、湖南高速道路支線が通る。韓国陸軍の訓練所がある。

## 地理
- 山：大屯山
- 河川：錦江
- 湖沼：

### 隣接している自治体
- 大田広域市、公州市、鶏龍市、錦山郡、扶餘郡
- 全北特別自治道：益山市、完州郡

## 歴史
江景（カンギョン）は李氏朝鮮王朝時代には錦江沿いの物資を集散する河港都市として栄え、平壌・大邱と並ぶ朝鮮三大市場の一つに数えられていた。1906年に日本人による果樹各種の試植が始められて好成績を収め、明治時代末には小林山郷ら日本人経営の農場が多数現れ、大正にかけて湖南線も敷設開業した。この繁栄は第二次世界大戦後しばらくまで続いたが、河口の群山とともに衰退した。現在は、大田（テジョン）地方法院論山支院、大田地方検察庁論山支庁、論山警察署（旧：江景警察署）が置かれている。
- 1914年4月1日 - 郡面併合により、連山郡・恩津郡・魯城郡および石城郡の一部区域をもって、論山郡が発足。論山郡に以下の面が成立。[5]（15面）
  - 連山面・夫赤面・陽村面・豆磨面・伐谷面・可也谷面・九子谷面・大鳥谷面・彩雲面・論山面・江景面・上月面・魯城面・光石面・城東面

| 朝鮮総督府令第111号 |                                        |            |
| 旧行政区域          | 旧行政区域                             | 新行政区域 |
| 恩津郡              | 金浦面                                 | 江景面     |
| 恩津郡              | 花枝山面                               | 論山面     |
| 恩津郡              | 大鳥谷面、松山面、城本面               | 大鳥谷面   |
| 恩津郡              | 彩雲面、道谷面、花山面                 | 彩雲面     |
| 恩津郡              | 九子谷面、竹本面、下豆面               | 九子谷面   |
| 恩津郡              | 可也谷面、葛麻面、上豆面               | 可也谷面   |
| 石城郡              | 瓶村面、三山面、牛昆面、院北面、定止面 | 城東面     |
| 魯城郡              | 邑内面、長久面、禾谷面                 | 魯城面     |
| 魯城郡              | 上道面、下道面、月午面                 | 上月面     |
| 魯城郡              | 光石面、得尹面、泉洞面、豆寺面         | 光石面     |
| 連山郡              | 豆磨面、食汗面                         | 豆磨面     |
| 連山郡              | 県内面、内赤面、白石面、外城面         | 連山面     |
| 連山郡              | 夫人処面、赤寺谷面                     | 夫赤面     |
| 連山郡              | 伐谷面                                 | 伐谷面     |
| 連山郡              | 茅村面、陽良所面                       | 陽村面     |
| 高山郡              | 雲北面                                 | 陽村面     |
- 1917年10月1日 - 大鳥谷面が恩津面に改称。[6]（15面）
- 1931年4月1日 - 江景面が江景邑に昇格。[7]（1邑14面）
- 1936年3月 - 彩雲面の一部（堤内里・山陽里・三巨里および新村里の一部）が江景邑に編入。（1邑14面）
- 1938年10月1日[8]（2邑13面）
  - 論山面・恩津面・城東面・夫赤面の各一部が合併し、論山邑が発足。
  - 論山面の残部、可也谷面の一部が恩津面に編入。

| 朝鮮総督府令第197号 |                    |
| 旧行政区域          | 新行政区域         |
| 論山面(관촉리 제외) | 論山郡論山邑       |
| 恩津面 등리         | 論山郡論山邑       |
| 城東面 화정리 일부  | 論山郡論山邑       |
| 夫赤面 왕덕리 일부  | 論山郡論山邑       |
| 可也谷面 성덕리     | 論山郡恩津面の一部 |
| 論山面 관촉리       | 論山郡恩津面の一部 |
- 1963年1月1日[9][10]（3邑12面）
  - 九子谷面を廃止。
    - 一部が可也谷面・恩津面に分割編入。
    - 残部に全羅北道益山郡皇華面を移管・編入させ、錬武邑が発足。

| 法律第1175号                                                   |                      |
| 旧行政区域                                                     | 新行政区域           |
| 九子谷面蔘田里、旺岩里、陽村里                                 | 論山郡可也谷面の一部 |
| 九子谷面侍墓里                                                 | 論山郡恩津面の一部   |
| 法律第1177号                                                   |                      |
| 旧行政区域                                                     | 新行政区域           |
| 九子谷面馬山里、竹坪里、金谷里、東山里、竹本里、巣龍里、陽地里 | 論山郡錬武邑         |
| 益山郡皇華面                                                   | 論山郡錬武邑         |
- 1973年7月1日 - 可也谷面石西里が陽村面に編入。[11]
- 1983年2月15日（3邑12面）[12]
  - 可也谷面中山里および陽村里の一部が陽村面に編入。
  - 陽村面新良里が連山面に編入。
- 1987年1月1日 - 恩津面の一部が論山邑に編入。[13]
- 1989年1月1日 - 大徳郡鎮岑面南仙里が豆磨面に編入。（3邑12面）
- 1990年2月19日 - 豆磨面に忠清南道鶏龍出張所を設置。
- 1993年12月22日 - 上月面の一部が公州郡鶏龍面に編入。（3邑12面）
- 1996年3月1日 - 論山郡が論山市に昇格。論山郡守であった田鎰珣が初代市長に。[14]（2邑12面2行政洞）
  - 論山邑を廃止し、2つの行政洞に分割。
- 1998年6月4日 - 市長選、田鎰珣が当選。
- 2000年11月10日 - 田鎰珣、選挙違反で市長失職。
- 2001年4月26日 - 市長選、林声奎が当選。
- 2002年6月13日 - 市長選、林声奎が再選。
- 2003年9月19日 - 豆磨面を鶏龍市として昇格・分離。（2邑11面2行政洞）
- 2004年11月24日 - ソウル特別市瑞草区と姉妹提携協定に調印。
- 2006年5月31日 - 市長選、林声奎が三選。

## 行政

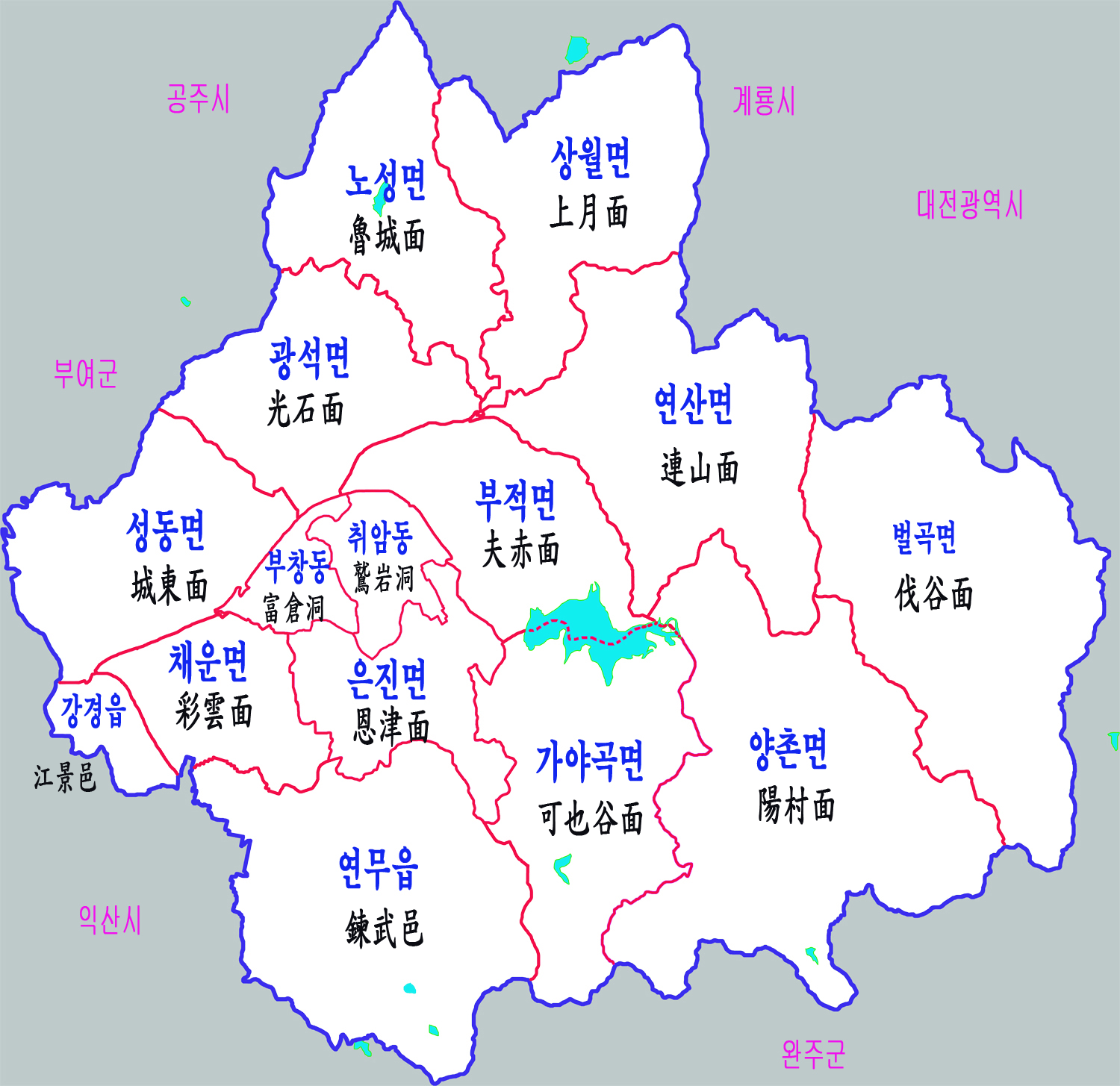
行政区域図

- 市長：林声奎

### 行政区域
| 行政洞・邑・面 | 法定洞・法定里 |
| -------------- | --- |
| 鷲岩洞         | 花枝洞、半月洞、鷲岩洞、芝山洞、徳池洞、内洞、灌燭洞 |
| 富倉洞         | 大橋洞、富倉洞、登華洞、姜山洞 |
| 江景邑         | 南校里、大興里、東興里、北玉里、山陽里、西倉里、塩川里、中央里、彩山里、彩雲里、太平里、虹橋里、黄山里                                                       |
| 錬武邑         | 竹本里、竹坪里、金谷里、東山里、巣龍里、陽地里、馬山里、麻田里、高内里、皇華亭里、安心里、莘花里、鳳洞里                                                     |
| 連山面         | 高陽里、高井里、官洞里、徳岩里、白石里、沙浦里、松山里、松亭里、莘岩里、新良里、漁隠里、連山里、梧山里、林里、長田里、天護里、青銅里、表井里、閑田里、花岳里 |
| 夫赤面         | 馬九坪里、徳坪里、夫皇里、外城里、甘谷里、忠谷里、新豊里、塔亭里、新橋里、盤松里、阿湖里、夫人里、旺徳里                                                     |
| 陽村面         | 仁川里、居士里、南山里、道坪里、鳴岩里、茅村里、盤谷里、半岩里、山直里、新基里、石西里、新興里、陽村里、梧山里、林花里、中山里、彩光里                       |
| 伐谷面         | 検川里、大徳里、徳谷里、徳木里、道山里、晩木里、沙亭里、水落里、新陽里、陽山里、於谷里、鳥洞里、鳥嶺里、汗三川里                                             |
| 可也谷面       | 江清里、斗月里、登里、木谷里、屏岩里、山老里、蔘田里、野村里、陽村里、旺岩里、六谷里、釣亭里、鍾淵里、咸積里                                                 |
| 恩津面         | 校村里、南山里、防築里、城徳里、城坪里、侍墓里、蓮西里、瓦也里、龍山里、土良里                                                                               |
| 彩雲面         | 三巨里、深岩里、野花里、龍花里、禹基里、長花里、花山里、花亭里                                                                                               |
| 上月面         | 大明里、大牛里、大村里、山城里、上道里、石宗里、淑真里、新忠里、月午里、酒谷里、地境里、鶴塘里、寒泉里                                                       |
| 魯城面         | 佳谷里、校村里、亀岩里、芦峙里、豆寺里、丙舎里、松堂里、邑内里、長久里、竹林里、下道里、虎岩里、禾谷里、孝竹里                                               |
| 光石面         | 葛山里、光里、得尹里、沙月里、山東里、神堂里、五岡里、旺田里、栗里、梨寺里、中里、泉洞里、恒月里                                                             |
| 城東面         | 蓋尺里、瓶村里、三山里、三湖里、牛昆里、院南里、円峰里、院北里、月城里、定止里、花亭里                                                                       |

### 警察
- 論山警察署
  - 論山地区隊
  - 錬武地区隊
  - 江景地区隊
  - 連山派出所
  - 上月派出所
  - 陽村派出所
  - 恩津治安センター
  - 可也谷治安センター
  - 彩雲治安センター
  - 城東治安センター
  - 光石治安センター
  - 伐谷治安センター
  - 夫赤治安センター
  - 魯城治安センター
  - ソンジョン哨所

### 消防
- 論山消防署
  - 奈洞119安全センター
  - 半月119安全センター
  - 連山119安全センター
  - 錬武119安全センター

## 経済

### 産業
- 農業
  - 特産品：イチゴ

## 姉妹都市・提携都市

### 韓国内
- ソウル特別市瑞草区
  - 2004年11月24日姉妹提携協定調印。

## 地域

### 教育
- 建陽大学校
- 韓民大学校
- 金剛大学校
- 韓国ポリテクバイオ大学

## 交通

### 鉄道路線
- 湖南線
  - 開泰寺駅 - 連山駅 - 夫皇駅 - 論山駅 - 彩雲駅 - 江景駅
- 江景線
  - 江景駅 - 彩雲駅 - 錬武台駅

### 道路
- 高速道路
  - 湖南高速道路（25号線）、湖南高速道路支線（251号線）
    - 論山ジャンクション - 論山インターチェンジ -  - 筏谷サービスエリア（論山方面のみ）

  - 論山-天安高速道路（25号線）
    - 論山ジャンクション - 南論山料金所 - 錬武インターチェンジ - 西論山インターチェンジ

## 名所・旧跡・観光スポット・祭事・催事

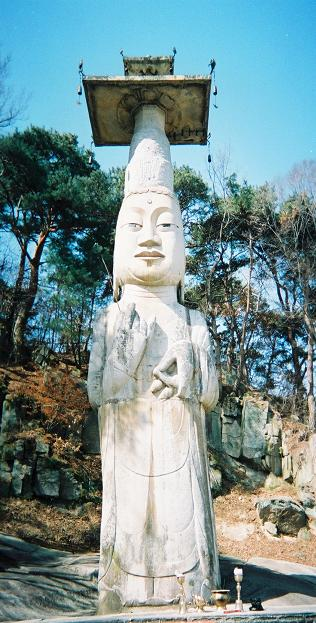
灌燭寺弥勒菩薩立像

名所
- 灌燭（グァンチョク）寺

祭事
- 論山苺祝祭

4月初め頃に開催される論山市の特産品・苺のフェスティバル。1997年から開かれている。
- 塩辛祭り（10月頃）
- 棗祭り（11月頃）
- 干柿祭り（11月頃）

## 出身有名人
- 李仁済（政治家）
- 安熙正（元政治家）
- コ・ス（俳優）

## その他
- 2005年1月、市内の陸軍訓練所で士官が訓練兵に大便を指につけ口に入れるよう強いた事件が発覚、問題となった。
- 韓国新薬（漢方系製薬企業）の本社がある。